# Vienna (Ultravox-Lied)
Vienna ist ein Lied von Ultravox aus dem Jahr 1981, das von Midge Ure, Billy Currie, Chris Cross und Warren Cann geschrieben wurde. Das Stück wurde am 15. Januar 1981 als dritte Single aus dem gleichnamigen Album ausgekoppelt.
Das Lied hielt sich vier aufeinanderfolgende Wochen auf Platz zwei der britischen Singlecharts. Mit Rang fünf der meistverkauften Singles des Jahres 1981 wurde es zum kommerziell erfolgreichsten Stück von Ultravox und im gleichen Jahr bei den BRIT Awards als Single of the Year ausgezeichnet. 1993 kam eine Neuauflage der Originalversion heraus. Ende 2012 wurde Vienna bei einer Umfrage von BBC Radio 2 und der Official Charts Company zum besten Nummer-zwei-Hit in Großbritannien gewählt.

## Entstehungsgeschichte
Nachdem Gründungsmitglied John Foxx die Band verlassen und das Musiklabel Island Records den Plattenvertrag gekündigt hatte, stieg Midge Ure im April 1979 als Sänger und Gitarrist bei Ultravox ein. Wegen anderweitiger Verpflichtungen von Ure begannen die Arbeiten am neuen Album erst im Herbst desselben Jahres. Im Februar 1980 unterschrieb die Band einen neuen Vertrag mit Chrysalis Records. Die Inspiration für den Songtitel Vienna, der auch namensgebend für das Album war, erhielt Ure von der Ehefrau des ehemaligen Rich-Kids-Managers Gerry Hempstead. Sie schlug vor, dass Ure als Songwriter das Stück Rhiannon von Fleetwood Mac aus dem Jahr 1976 zum Vorbild nehmen sollte, verwechselte die Sagengestalt aus der keltischen Mythologie aber irrtümlich mit der österreichischen Hauptstadt. Am Folgetag hatte Ure den Refrain „This means nothing to me, this means nothing to me, Vienna“ im Kopf und begann zusammen mit Billy Currie, den Song musikalisch zu entwickeln. Über die Proben schrieb er:

“Even when we wrote Vienna we knew it was something special. It was like nothing I had ever heard before. We played it at the end of every day’s recording because we all got this huge buzz hearing it. It was so unique with the big overblown powerful ending.”

„Schon als wir Vienna schrieben, wussten wir, dass es etwas Besonderes war. So etwas hatte ich vorher noch nie gehört. Wir spielten es am Ende eines jeden Aufnahmetages, weil wir alle diese riesige Begeisterung beim Hören verspürten. Es war so einzigartig mit dem großen schwülstig-kraftvollen Ende.“

Über die Bedeutung des Textes machte Ultravox in Presseinterviews anfangs bewusst falsche Angaben. Um das Interesse zu steigern, stellten die Bandmitglieder eine Verbindung zur Wiener Secession um den Maler Gustav Klimt her. Im Nachhinein erklärte Ure, dass es sich um ein Liebeslied handelt, eine Urlaubsromanze in einer fremden Stadt, die nach wenigen Tagen zurück in der Heimat verblasst.

## Instrumentierung und Harmoniestruktur
Für das Album und die Single kamen überwiegend elektronische Instrumente zum Einsatz, die entweder neu angeschafft oder von den Bandmitgliedern schon in früheren Aufnahmen verwendet wurden. Cann benutzte neben seinem akustischen Ludwig-Set mit Zildjian-Becken einen Roland CR-78-Drumcomputer sowie ein Synare-Pad zur Erzeugung des Donnergeräusches. Der Moog Minimoog von Cross lieferte die Basslinie. Ure übernahm die Cellobegleitung mit einem Streicherkeyboard vom Typ Yamaha SS-30, ergänzt durch den ELKA Rhapsody 610 von Currie. Beim Piano handelte es sich um ein Studioinstrument, dessen Sound vom Koproduzenten Conny Plank zur Betonung der düsteren Stimmung elektronisch verfremdet wurde. Insbesondere für Live-Konzerte stand auch ein Elektronisches Piano der Marke Yamaha CP-30 zur Verfügung.
Currie spielte das Solo auf einer durch einen Barcus-Berry-Abnehmer verstärkten Viola, die er wegen der geeigneten klassischen Klangfarbe von einem Freund geliehen hatte. Während der Aufnahme befand sich Currie im Eingangsbereich der RAK-Studios, weil die dortigen Marmorwände eine natürliche Umgebung bildeten.
Die Produktion stellte alle Beteiligten vor große technische Herausforderungen. Im Jahr 1980 existierte noch keine MIDI-Schnittstelle zur Kommunikation von Synthesizern unterschiedlicher Hersteller. Zudem weist Vienna mehrere Tempowechsel auf, die es erforderlich machten, die Schlagzeugbegleitung in der Mitte des Liedes in einzelnen Teilen aufzunehmen. Die anderen Spuren mit den Keyboards mussten teilweise per Hand geschnitten und wieder aneinandergefügt werden.
Der deutsche Musiker Sascha Beselt (Mandatory) erklärt in einer Analyse über den formalen Aufbau, warum Vienna als „entrückt“, „beklemmend“ und daher „fremd“ empfunden wird. Das Lied startet in C-Dur und wechselt nach dem Einsetzen des Gesangs mehrmals zur Subdominante F-Dur. Der spätere Refrain setzt in B-Dur ein und passt nicht in die übliche Harmonik während des Übergangs vom Prechorus zum Chorus und zurück zur Strophe. Das Violin-Solo nutzt die Paralleltonarten g- und d-Moll. In der genaueren Betrachtung stellt sich heraus, dass das Stück F-Dur als Grundtonart besitzt, während die beiden Strophen überwiegend auf der Dominante C-Dur verweilen. Die einzelnen Akkordfolgen sind demnach in der Struktur versetzt und entsprechen nicht dem typischen Muster des Songwritings und damit auch nicht den traditionellen Hörgewohnheiten in der Popmusik.

## Musikvideo

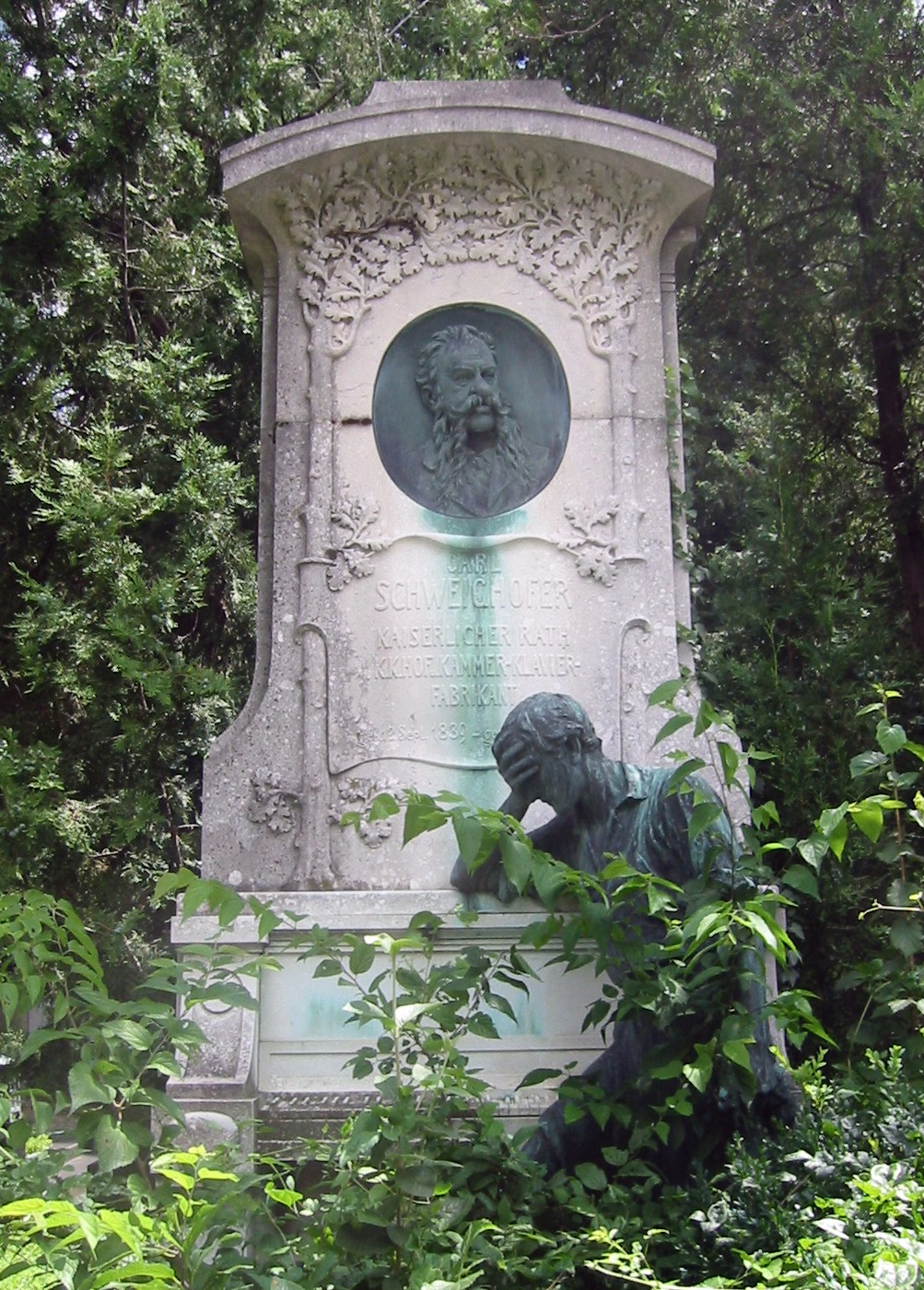
Das Grabmal von Carl Schweighofer ist sowohl auf dem Single-Cover als auch im Musikvideo zu sehen.

Im Februar 1980 hatte Ultravox gemeinsam mit Regisseur Russell Mulcahy ein Musikvideo für die zweite Singleauskopplung Passing Strangers produziert. Der überwiegend in Schwarzweiß gedrehte 16-mm-Film mit Cinemascope-Effekt diente als Vorlage für das Folgeprojekt. Als Chrysalis Records mit der Idee zu einem zweiten Albumvideo konfrontiert wurde, lag Vienna bereits auf Platz zwei der britischen Singlecharts. Das Label erkannte nur zögerlich die Gelegenheit zur weltweiten Promotion, sodass die Bandmitglieder gezwungen waren, die Produktionskosten von etwa 6000 Britischen Pfund vorzufinanzieren.
Die Dreharbeiten fanden überwiegend in London und nur teilweise in Wien statt. Die Anfangssequenz auf Kopfsteinpflaster entstand an der St Paul’s Church im Londoner Stadtteil Covent Garden. Das alte Kilburn Gaumont Theatre im Barockstil war Schauplatz für die meisten Innenaufnahmen, unter anderem an der gewundenen Treppe. Für den Botschaftsempfang wurden darüber hinaus Räumlichkeiten im Restaurant Searcys in der Londoner Innenstadt angemietet. Anschließend reisten die Band und Crew in einem gecharterten Flugzeug für einen einzigen Drehtag nach Wien. Die Außenaufnahmen erwiesen sich als schwierig, da viele touristische Sehenswürdigkeiten in der Wintersaison entweder geschlossen oder zwecks Renovierung verhüllt waren. Verwendung fanden schließlich die Szene vor dem Stephansdom, einige Sequenzen auf dem Wiener Zentralfriedhof am Grabmal des Klavierbauers Carl Schweighofer sowie die Schlusseinstellung vor der Karl-Borromäus-Kirche bei Sonnenuntergang.
Das fertig geschnittene Video nimmt Anleihen an die Film-noir-Epoche und insbesondere an den ebenfalls in Wien spielenden Thriller Der dritte Mann. Es machte die Single international bekannt und zählt neben Dancing with Tears in My Eyes zu den bekanntesten Musikvideos der 1980er-Jahre.

## Veröffentlichungen und Neuauflagen
Die Plattenfirma Chrysalis Records wollte Vienna zunächst nicht als Single herausbringen, da der Song ursprünglich eine Dauer von 5:40 Minuten hatte. Selbst die finale Album- und Single-Version war mit über vier Minuten für die Ausstrahlung im Radio ungeeignet. Erst als Chris Wright, einer der Gründer des Plattenlabels, einen ausverkauften Live-Auftritt der Band und die enthusiastische Reaktion des Publikums bei der Darbietung des Liedes sah, erfolgte ein Umdenken. Der Song wurde zehn Tage vor Weihnachten 1980 erstmals im Radio gespielt und bis zur offiziellen Veröffentlichung oft wiederholt.
Die 7″-Single kam am 15. Januar 1981 als verkürzter Single-Edit mit einer Spieldauer von 4:37 Minuten auf den Markt. Auf der B-Seite befindet sich das Synthie-Pop-Stück Passionate Reply (4:17). Die 12″-Maxi-Single enthält zusätzlich Herr X (5:49), eine von Warren Cann in deutscher Sprache gesungene Version des Albumtitels Mr. X.
Im Januar 1993 wurde Vienna von Chrysalis Records zur Verkaufsförderung des Kompilationsalbum If I Was: The Very Best of Midge Ure & Ultravox als CD-Single erneut veröffentlicht. Ein Jahr zuvor nahm Ultravox den Song mit Tony Fenelle als Sänger neu auf und brachte ihn im April 1992 in Deutschland als Vinyl- und CD-Single heraus. Von der ursprünglichen Besetzung war nur noch Keyboarder Billy Currie dabei. Neben dem Classic Mix entstand ein über sieben Minuten langer Goodnight Vienna Remix. Am Backing Vocal der B-Seite Systems of Love war auch Alison Limerick beteiligt. Auf dem Album Revelation (1993) ist die neue Version von Vienna nicht vorhanden.

## Rezeption
Bei den BRIT Awards 1981 wurde sie als Single of the Year ausgezeichnet. Die Neuauflage erreichte im Februar 1993 Rang 13 der UK-Charts, während sich die nur in Deutschland veröffentlichte 1992er-Version nicht platzieren konnte.
Im Januar 2010 wurde eine Facebook-Kampagne gestartet, um Vienna 30 Jahre nach der Veröffentlichung durch gezieltes Herunterladen von britischen Online-Musikdiensten in der Woche vom 4. bis 10. April 2010 zum Nummer-eins-Hit zu verhelfen. Die Single erreichte am Ende Platz 113.
Aus einer landesweiten Umfrage von BBC Radio 2 und der Official Charts Company zum 60. Jahrestag der offiziellen Singlecharts ging Vienna Ende Dezember 2012 als bester Nummer-2-Hit hervor.
Dave Thompson von AllMusic schreibt, dass die Veröffentlichung von Vienna im Jahr 1980 „Verwunderung“ und „Unglaube“ in der Musikbranche auslöste. Er stellt eine Verbindung zur damaligen New-Romantic-Bewegung her und konstatiert:

“In fact, Vienna was the apotheosis of all the New Romantics held dear: the romance found in the lush waltz in its center, the melancholy that rippled through its milieu, the feeling of isolation implicit in its minimalist opening and, indeed, its very opulence and pretentiousness, all were the leitmotif of the movement. No song better skewered the genre’s fascination with a long decayed past.”

„Tatsächlich war Vienna die Apotheose all dessen, was den New Romantics lieb war: die Romantik des üppigen Walzers im Mittelpunkt, die Melancholie, die sich durch das Milieu zieht, das implizite Gefühl der Isolation im minimalistischen Anfang und gewiss die bloße Opulenz und Protzigkeit, sie alle waren das Leitmotiv der Bewegung. Kein Lied hat die Faszination des Genres mit einer lange zerfallenen Vergangenheit besser aufgenommen.“

## Kommerzieller Erfolg

### Chartplatzierungen
Vienna stieg zwei Tage nach der Veröffentlichung am 17. Januar 1981 auf Platz 52 der britischen Singlecharts ein und war dort insgesamt 14 Wochen notiert. Vom 14. Februar bis 7. März 1981 hielt sich der Song kontinuierlich auf Platz zwei. Die Single konnte sich in Irland, den Niederlanden und Belgien an die Chartspitze setzen und kam in Australien und Neuseeland in die Top-20.
| ChartsChartplatzierungen     | Höchstplatzierung | Wochen |
| ---------------------------- | ----------------- | ------ |
| Deutschland (GfK)            | 14 (20 Wo.)       | 20     |
| Österreich (Ö3)              | 8 (14 Wo.)        | 14     |
| Vereinigtes Königreich (OCC) | 2 (14 Wo.)        | 14     |

| ChartsJahrescharts (1981) | Platzierung |
| ------------------------- | ----------- |
| Deutschland (GfK)         | 64          |

### Auszeichnungen für Musikverkäufe
In Großbritannien erlangte Vienna Gold-Status für mehr als 500.000 verkaufte Tonträger.
| Land/Region                  | Auszeichnungen für Musikverkäufe (Land/Region, Auszeichnung, Verkäufe) | Verkäufe |
| ---------------------------- | ---------------------------------------------------------------------- | -------- |
| Vereinigtes Königreich (BPI) | Gold                                                                   | 500.000  |
| Insgesamt                    | 1× Gold ·                                                              | 500.000  |

## Coverversionen
Seit der Erstveröffentlichung wurde der Song von diversen Künstlern neu interpretiert. Zu den bekannteren Arrangements gehören:
- London Symphony Orchestra (Arrangement Richard Harvey, New Classic Rock, 1983)
- Ed Starink (Synthesizer Greatest Volume 2, 1989)
- Kirlian Camera (Todesengel. The Fall of Life, 1991)
- Vic Reeves (Ruby Trax – The NME’s Roaring Forty, 1992)
- Celestial Season (Solar Lovers, 1995)
- Dump (I Can Hear Music, 1995)
- The King’s Singers (Spirit Voices, 1997)
- Deep Red (Darkwaters, 1998)
- Gregorian (Masters of Chant, 2000)
- Russell Watson (The Voice, 2000)
- Clawfinger (A Whole Lot of Nothing, 2001)
- Infernal (From Paris to Berlin, 2004)
- FranKo (2011)
- Laszlo (Herzschlag, 2016)

Die britische Popband Take That übernahm einen Teil des Refrains für den Song Eight Letters aus dem 2010 erschienenen Album Progress.

## Zitate in Film und Fernsehen
In der 1996 ausgestrahlten Folge A Song for Europe der britischen Sitcom Father Ted wird scherzhaft behauptet, dass Vienna von einem Pfarrer namens Benny Cake unter einem Pseudonym geschrieben und zum Nummer-eins-Hit in Großbritannien wurde. Der Song befindet sich zudem auf dem Soundtrack zum italienischen Filmdrama Quo Vadis, Baby? aus dem Jahr 2005 und kam 2008 in zwei Episoden der ersten Staffel der Mystery-Fernsehserie Ashes to Ashes – Zurück in die 80er vor. Im Fernsehfilm Worried About the Boy von 2010, der das Leben von Boy George von Culture Club nachzeichnet, ist Vienna neben Hiroshima mon Amour zu hören. Die Science-Fiction-Fernsehserie Doctor Who nimmt in der Folge Cold War von 2013 ebenfalls Bezug. Nach einer Zeitreise in das Jahr 1983 hört der von David Warner verkörperte russische Wissenschaftler Professor Grisenko das Lied auf seinem Walkman und erkundigt sich, ob es in der Zukunft zu einer Auflösung der Band kommen wird. In der im April 2015 gesendeten Episode I Am Abassin Zadran der US-amerikanischen Fernsehserie The Americans, deren Handlung ebenfalls zur Zeit des Kalten Krieges in den 1980er-Jahren angesiedelt ist, wird Vienna im Radio gespielt. Im Jahr 2017 wurde das Lied in der finalen Episode der Netflix-Serie Tote Mädchen lügen nicht verwendet. 2018 wurde der Song in der finalen Folge Der Mord an Gianni Versace der US-amerikanischen Fernsehserie American Crime Story gespielt.